# Charles François de Charleval
Charles François de Charleval, né à Argentan le 5 janvier 1667 et mort à Rennes en 1747, est un poète français néolatin.
Il entre dans l'ordre des Jésuites en 1686. Il est notamment l'auteur d'un recueil de poèmes néolatins.

## Publications
- Navis carmen, Mathurnus Denys, Rennes, 1695. Édition contenant des poèmes néolatins. Le premier concerne l'expédition et la construction navale maritimes. Le deuxième est sur les caractères des singes servant d'un miroir pour étudier le comportement humain. Premier travail de l'auteur, il a été incorporé dans L'Épitome de la Bibliotheca Oriental y Occidentale Nautica y geographica de dom Antonio de León Pinelo à Madrid en 1737.
- Symbolum heroicum. Quo magis ascendit, tanto magis ille refulget, Paris, 1696